# Marbaix
Marbaix (niederländisch Maarbeke)  ist eine französische Gemeinde im Département Nord in der Region Hauts-de-France. Sie gehört zum Arrondissement Avesnes-sur-Helpe und izum Kanton Avesnes-sur-Helpe. Die Bewohner nennen sich Marbaisiens oder Marbaisiennes.

## Geografie
Die Gemeinde Marbaix liegt an der Helpe Majeure im Regionalen Naturpark Avesnois, 25 Kilometer südsüdwestlich von Maubeuge. Sie grenzt im Nordosten und Osten an Dompierre-sur-Helpe, im Süden an Petit-Fayt, im Südwesten an Grand-Fayt sowie im Nordwesten an Taisnières-en-Thiérache.
Die Fernstraße, die Marbaix tangiert, hieß von 1933 bis 1973 Route nationale 362.

## Bevölkerungsentwicklung
| Jahr                       | 1962 | 1968 | 1975 | 1982 | 1990 | 1999 | 2008 | 2013 | 2020 |
| Einwohner                  | 544  | 509  | 465  | 456  | 454  | 426  | 462  | 482  | 470  |
| Quellen: Cassini und INSEE |      |      |      |      |      |      |      |      |      |

## Sehenswürdigkeiten

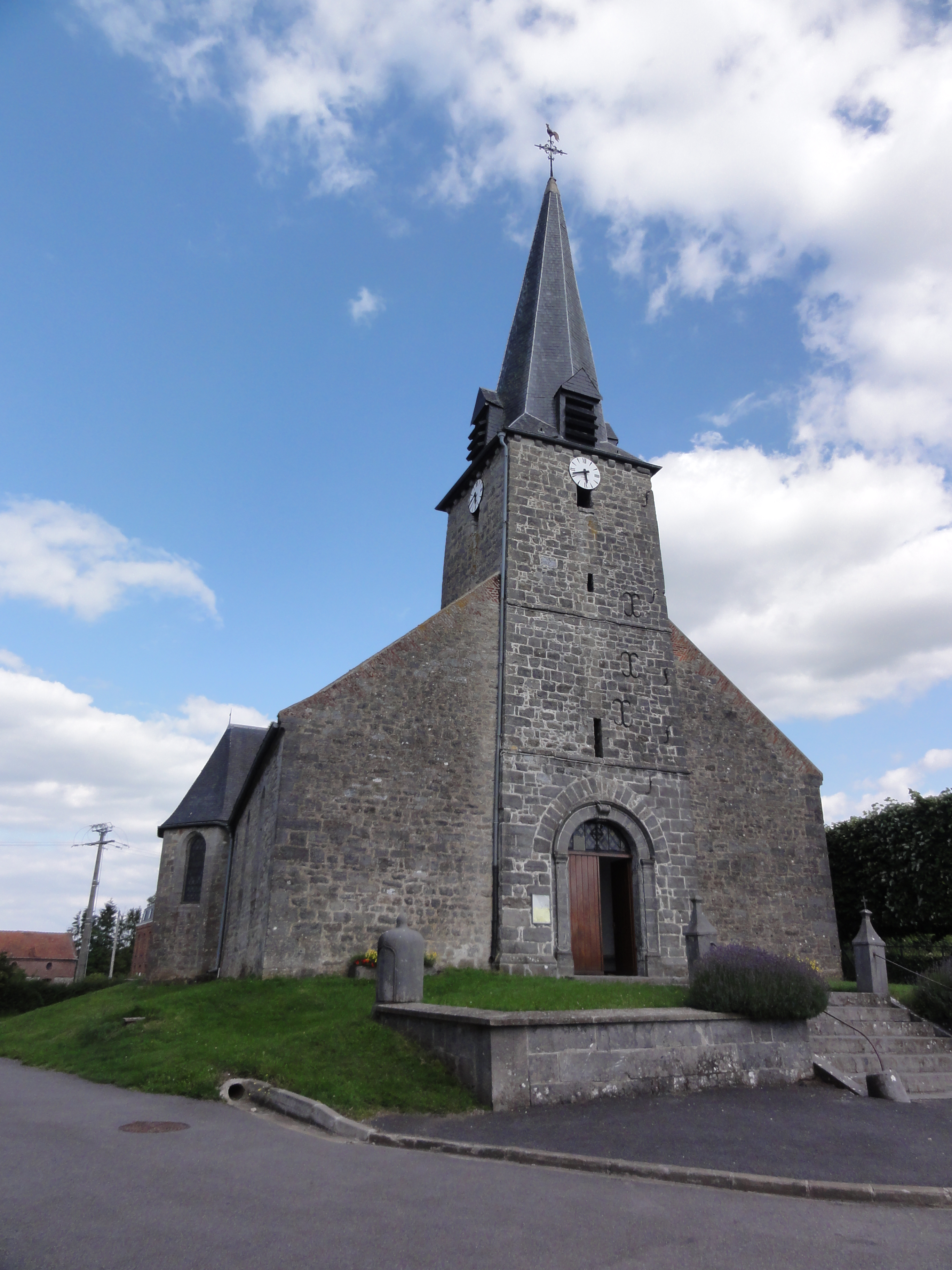
Kirche Saint-Martin
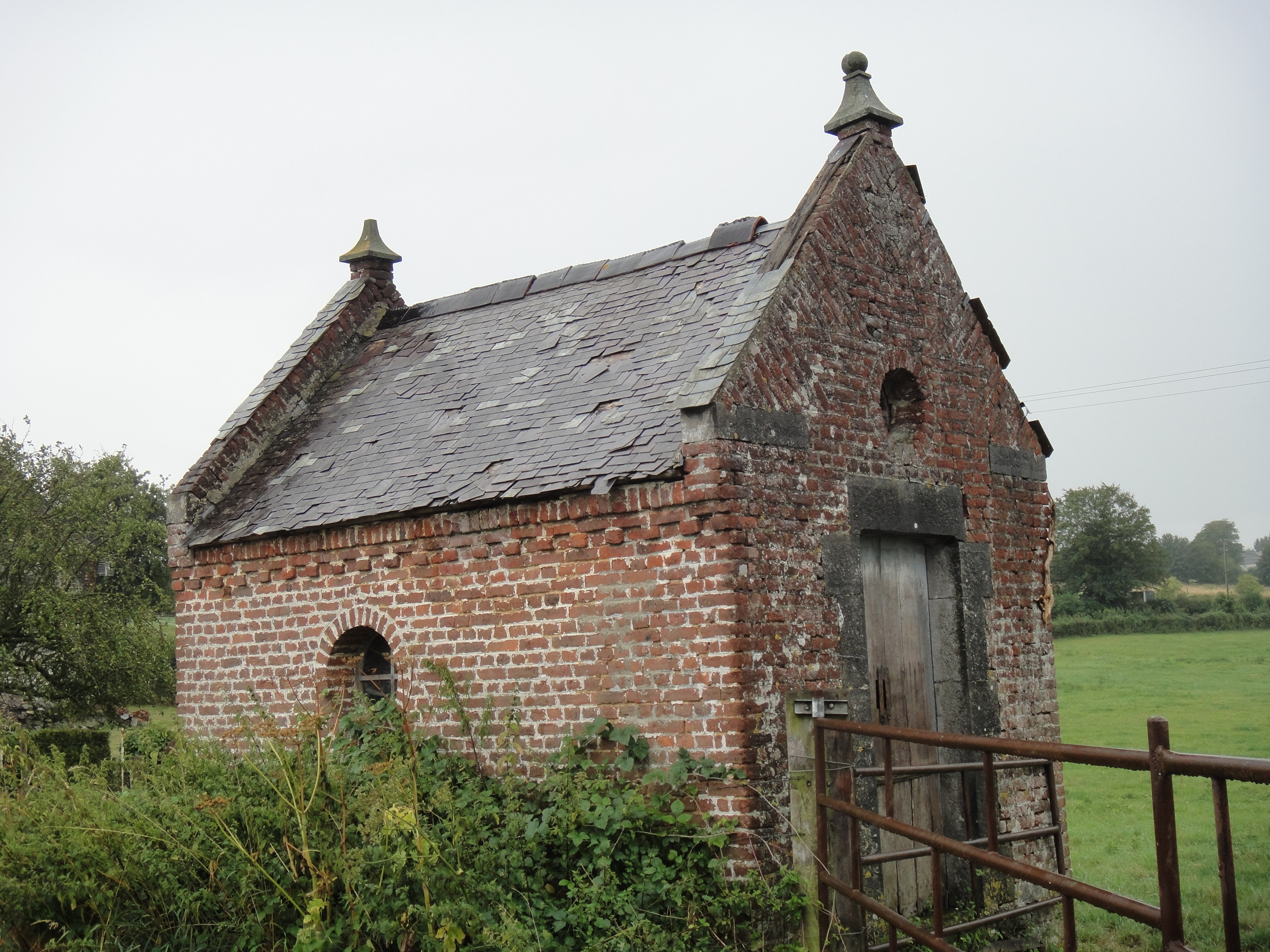
Kapelle Notre-Dame-de-Hal
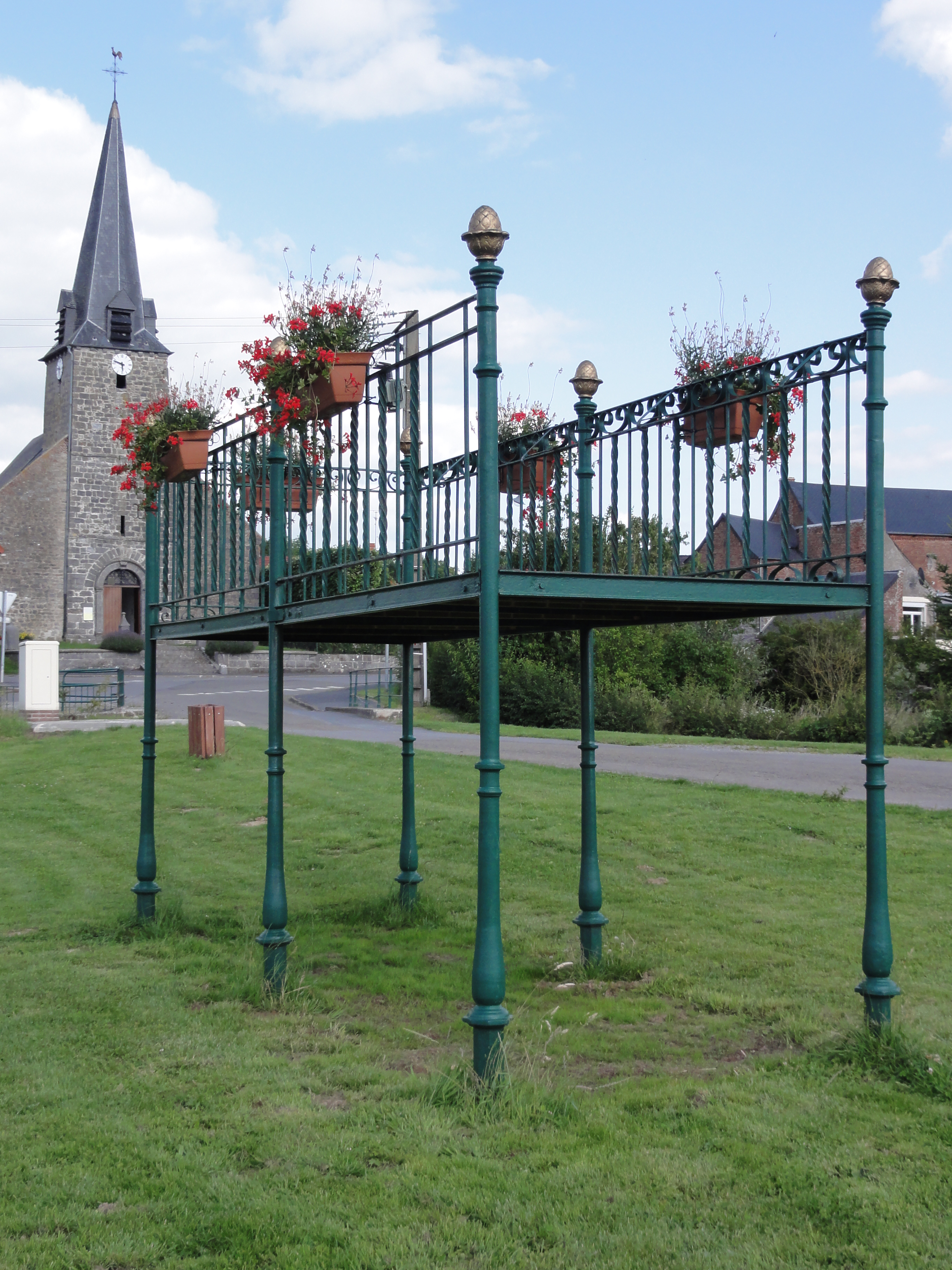
Musikpavillon
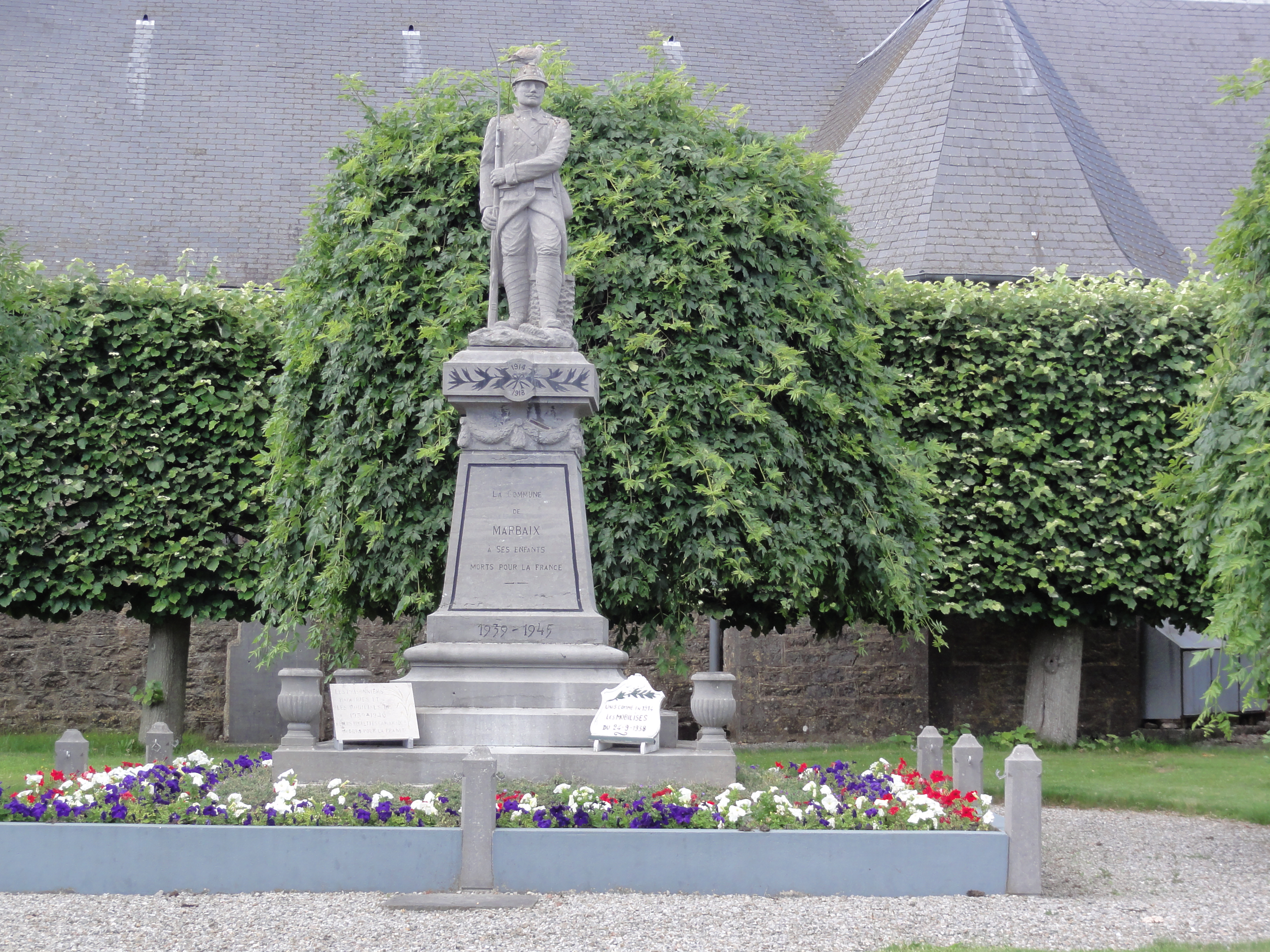
Gefallenendenkmal

- Kirche Saint-Martin
- Kapelle Notre-Dame-de-Hal
- Musikpavillon
- Gefallenendenkmal